# Sevil Shhaideh

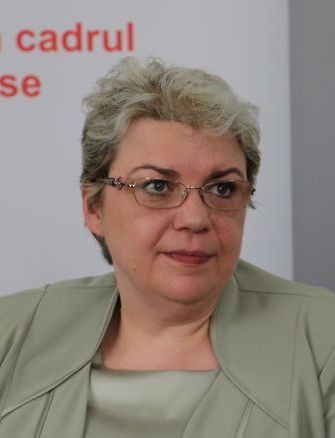
Sevil Shhaideh (2015)

Sevil Shhaideh, geb. Geambec, (* 4. Dezember 1964 in Constanța) ist eine rumänische Politikerin der PSD.
Sie gehört zur Minderheit der Tataren muslimischen Glaubens, die rund um Constanța ihre Hochburg in Rumänien haben, wo Shhaideh auch geboren wurde. Sie absolvierte ein Studium an der Wirtschaftsakademie Bukarest, das sie 1987 abschloss. Danach arbeitete sie als Programmiererin und war ab 1991 in der Verwaltung des Kreises Constanța tätig. 2011 heiratete sie den Syrer Akram Shhaideh.
2012 wurde Shhaideh Staatssekretärin im von Liviu Dragnea geführten Ministerium für regionale Entwicklung und öffentliche Verwaltung. Nach seinem Rücktritt im Mai 2015 wurde Shhaideh selbst Ministerin im vierten Kabinett von Ministerpräsident Victor Ponta. Shhaideh war die erste Ministerin, die beim Amtseid die Hand auf einen Koran legte. Im Zuge der Proteste nach der Brandkatastrophe in Bukarest trat die Regierung und damit auch Sevil Shhaideh im November 2015 geschlossen zurück.
Nach der Parlamentswahl in Rumänien 2016, die die PSD gewann, schlug der PSD-Vorsitzende Liviu Dragnea im Dezember 2016 dem Staatspräsidenten Klaus Johannis Sevil Shhaideh als Ministerpräsidentin vor, der sie aber ablehnte. Stattdessen wurde im Januar 2017 Sorin Grindeanu zum Ministerpräsidenten gewählt. In seinem Kabinett wurde Shhaideh wieder Ministerin für regionale Entwicklung und öffentliche Verwaltung und außerdem stellvertretende Ministerpräsidentin. Am 29. Juni 2017 wurde Shhaideh  im Kabinett Tudose erneut stellvertretende Ministerpräsidentin sowie Ministerin für öffentliche Verwaltung. Nach Korruptionsvorwürfen forderte Ministerpräsident Mihai Tudose ihren Rücktritt. Am 12. Oktober 2017 trat Shhaideh zurück.